# Duitsland op het Eurovisiesongfestival 2021
Duitsland nam deel aan het Eurovisiesongfestival 2021 in Rotterdam, Nederland. Het was de 64ste deelname van het land aan het Eurovisiesongfestival. De ARD was verantwoordelijk voor de Duitse bijdrage voor de editie van 2021.

## Selectieprocedure
De ARD maakte op 6 februari 2021 bekend dat het Jendrik Sigwart intern had geselecteerd om Duitsland te vertegenwoordigen op het Eurovisiesongfestival 2021. Ook zijn bijdrage werd intern gekozen, en werd op 25 februari 2021 aan het grote publiek voorgesteld. Het kreeg als titel I don't feel hate.

## In Rotterdam
Als lid van de vijf grote Eurovisielanden mocht Duitsland automatisch deelnemen aan de grote finale, op zaterdag 22 mei 2021. Daarin was Jendrik Sigwart als vijftiende van 26 acts aan de beurt, net na Natalia Gordienko uit Moldavië en gevolgd door Blind Channel uit Finland. Duitsland eindigde uiteindelijk op de 25ste en voorlaatste plek, met amper 3 punten, allen vergeven door de vakjury's. Bij het publiek bleef Duitsland puntenloos.
1956 · 1957 · 1958 · 1959 · 1960 · 1961 · 1962 · 1963 · 1964 · 1965 · 1966 · 1967 · 1968 · 1969 · 1970 · 1971 · 1972 · 1973 · 1974 · 1975 · 1976 · 1977 · 1978 · 1979 · 1980 · 1981 · 1982 · 1983 · 1984 · 1985 · 1986 · 1987 · 1988 · 1989 · 1990 · 1991 · 1992 · 1993 · 1994 · 1995 · 1996 · 1997 · 1998 · 1999 · 2000 · 2001 · 2002 · 2003 · 2004 · 2005 · 2006 · 2007 · 2008 · 2009 · 2010 · 2011 · 2012 · 2013 · 2014 · 2015 · 2016 · 2017 · 2018 · 2019 · 2020 · 2021 · 2022 · 2023 · 2024 · 2025
Albanië · Australië · Azerbeidzjan · België · Bulgarije · Cyprus · Denemarken · Duitsland · Estland · Finland · Frankrijk · Georgië · Griekenland · Ierland · IJsland · Israël · Italië · Kroatië · Letland · Litouwen · Malta · Moldavië · Nederland · Noord-Macedonië · Noorwegen · Oekraïne · Oostenrijk · Polen · Portugal · Roemenië · Rusland · San Marino · Servië · Slovenië · Spanje · Tsjechië · Verenigd Koninkrijk · Zweden · Zwitserland